# Viento geostrófico

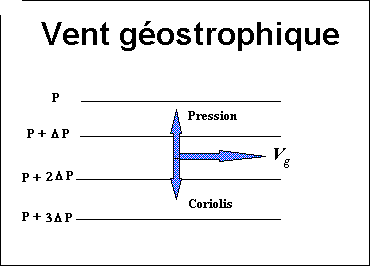
En el viento geostrófico se supone que las isobaras son rectas. En él, el gradiente de presión equilibra exactamente la fuerza de Coriolis.

El viento geostrófico es una aproximación física al viento real. En él se considera que existe un equilibrio entre la fuerza de Coriolis y la fuerza generada por el gradiente de presión o fuerza bárica (a esto se le llama aproximación geostrófica o equilibrio geostrófico) mientras que, para simplificar el problema, se eliminan de las ecuaciones la aceleración centrípeta y las fuerzas de rozamiento.

## Fundamento

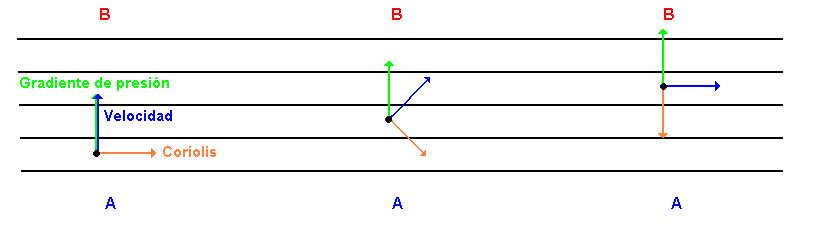
Secuencia en la que se aprecia cómo se genera el viento geostrófico. La primera impresión es que el viento debería ir de las altas presiones a las bajas presiones. Sin embargo, la fuerza de Coriolis desvía el viento (en este caso, del hemisferio norte, a la derecha) hasta que se establece un equilibrio entre esta y el gradiente de presión.

Supongamos que tenemos una zona de altas presiones y otra de bajas presiones. Por sí solo eso es suficiente para que se establezca un flujo de aire de las altas a las bajas presiones. Supongamos, además, que las isobaras son rectas, lo cual nos permitirá eliminar la aceleración centrípeta. Así pues, el flujo del viento que se establecería sería perpendicular a las isobaras.
No obstante, como la Tierra rota sobre sí misma, es un sistema inercial, por lo que aparece una fuerza ficticia como la de Coriolis. La aceleración de Coriolis tiende a desviar los flujos a su derecha en el hemisferio norte y a la izquierda en el hemisferio sur. Si se deja actuar a la fuerza de Coriolis suficiente tiempo y se supone que no existe rozamiento se llega a establecer un flujo paralelo a las isobaras, en donde la fuerza de Coriolis contrarresta exactamente la fuerza generada por el gradiente de presión, por lo que la situación es estable.

## Fórmula del viento geostrófico

### Deducción
Para deducir la fórmula del viento geostrófico partimos de la fuerza del gradiente de presión y la de Coriolis. Como en el viento geostrófico el aire tiene un movimiento rectilíneo uniforme se deduce, por la Segunda Ley de Newton, que la suma de ambas fuerzas debe ser nula.
Dividimos, además, el movimiento en los dos ejes X y Y.
La fuerza de Coriolis por unidad de volumen es:
{\displaystyle f_{C}=\rho fv} (en el eje X: este (+) - oeste (−))
{\displaystyle f_{C}=-\rho fu} (en el eje Y: norte (+) - sur (−))
| Símbolo                 | Nombre | Valor       | Unidad  | Fórmula                              |
| ----------------------- | --- | ----------- | ------- | ------------------------------------ |
| {\displaystyle \rho }   | Densidad del aire que estamos considerando |             |         |                                      |
| {\displaystyle f}       | Parámetro de Coriolis, que tiene un valor aproximado de 10-4 en latitudes medias, creciendo en los polos geográficos y haciéndose nulo en el ecuador |             |         | {\displaystyle f=2\Omega \sin \phi } |
| {\displaystyle \Omega } | Velocidad angular a la cual rota la Tierra | 2 π / 86400 | rad / s |                                      |
| {\displaystyle \phi }   | Latitud |             |         |                                      |
| {\displaystyle u}       | Velocidad en el eje X |             |         |                                      |
| {\displaystyle v}       | Velocidad en el eje Y |             |         |                                      |

Por su parte, la fuerza del gradiente de presión por unidad de volumen es:
{\displaystyle f_{p}=-{\partial p \over \partial x}} (en el eje X)
{\displaystyle f_{p}=-{\partial p \over \partial y}} (en el eje Y)

### Fórmula
Tras equilibrar las componentes de ambas fuerzas en los ejes X y Y llegamos a la fórmula del viento geostrófico:
{\displaystyle u_{g}=-{1 \over \rho f}{\partial p \over \partial y}}
{\displaystyle v_{g}={1 \over \rho f}{\partial p \over \partial x}}

## Usos
El viento geostrófico reproduce con cierto éxito las siguientes características observadas en la atmósfera:
- El viento en la atmósfera libre sigue aproximadamente la trayectoria de las isobaras.
- El giro en sentido horario de los anticiclones y antihorario de las depresiones (en el hemisferio norte) y los giros en sentido contrario en el hemisferio sur.
- El valor del viento geostrófico en la atmósfera libre se aparta aproximadamente sólo un 10% del valor real y es más sencillo de calcular que otras aproximaciones del viento real como el viento térmico.

## Limitaciones
Al no contar con la aceleración centrípeta la trayectoria del viento se considera recta. Esto hace que el viento geostrófico no sea una buena aproximación allí donde el radio de curvatura es pequeño, como es el caso del centro de los huracanes y los tornados. Para poder evaluar la validez de la aproximación geostrófica se suele emplear el número de Rossby, que no es más que el ratio entre la aceleración centrípeta y la de Coriolis:
{\displaystyle R_{o}={{V^{2} \over R} \over {fV}}}
Cuanto más pequeño sea el número de Rossby mejor se aproximará el viento geostrófico al real. En los grandes sistemas sinópticos el error producido al despreciar la aceleración centrípeta no suele exceder del 10-20%. El refinamiento del modelo geostrófico con la inclusión de la aceleración centrípeta se conoce como viento del gradiente.
Por otro lado despreciar las fuerzas de rozamiento no es una buena aproximación cerca de la superficie terrestre, donde son importantes. Esto hace que el flujo observado en tierra sea más lento que el predicho por la aproximación geostrófica y que no se equilibren del todo Coriolis y el gradiente de presión. Como resultado, existe una importante componente del viento hacia el interior en las bajas presiones y una componente hacia afuera en los anticiclones.
El viento geostrófico arroja malos resultados si se aplica cerca del ecuador debido a que el parámetro de Coriolis se hace nulo en él y eso dispara el valor del viento geostrófico, alejándolo del valor real. En estas zonas resulta más útil estudiar el viento mediante líneas de corriente.
Finalmente el viento geostrófico, al considerarse estacionario, no sirve para predecir la evolución futura del viento.